# Czaojangzaur
Czaojangzaur (Chaoyangsaurus) - niewielki roślinożerny dinozaur rogaty.

## Nazwa
Chaoyangsaurus oznacza „jaszczura z Chaoyang”. Nazwa pochodzi od miasta w Chinach. Epitet gatunkowy pochodzi od paleontologa Yang Zhongjiana.

## Pożywienie
Rośliny.
Prawdopodobnie pasł się wśród niskiej roślinności przy użyciu swego dzioba.

## Występowanie
Późna jura około 150–145 milionów lat temu, Azja (dzisiejsze Chiny).

## Odkrycie
Odkryty w Chaoyang w prowincji Liaoning w północnowschodnich Chinach.

## Systematyka
Dinozaury ptasiomiedniczne>Cerapoda>Marginocephalia>Ceratopsy>Czaojangzaury